# Commissione Arbitrale della Conferenza sulla Jugoslavia
La Commissione Arbitrale della Conferenza sulla Jugoslavia (conosciuta comunemente come Comitato Arbitrale Badinter) fu una commissione istituita dal Consiglio dei Ministri della Comunità Economica Europea il 27 agosto del 1991 per fornire consulenza giuridica alla Conferenza sulla Jugoslavia.
La CEE designò Robert Badinter come presidente di detta Commissione, composta da cinque membri dei Tribunali Costituzionali della Comunità Economica Europea (antenata della UE).
La Commissione emise quindici opinioni sulle domande legali importanti presentate come conseguenze della disintegrazione della Repubblica Socialista Federale di Jugoslavia.

## Membri della Commissione
- Robert Badinter, presidente del Consiglio Costituzionale della Francia
- Roman Herzog, presidente del Tribunale Costituzionale Federale della Germania
- Aldo Corasaniti, presidente del Tribunale Costituzionale dell'Italia
- Francisco Tomás y Valiente, presidente del Tribunale Costituzionale della Spagna
- Irene Petry, presidente del Tribunale Costituzionale del Belgio

## Pareri
Tra la fine del 1991 e la metà del 1993, la Commissione di Arbitraggio rilasciò quindici pareri relativi a questioni giuridiche derivate dalla frammentazione della Jugoslavia. Le prime dieci furono le seguenti:
1. Dissoluzione della RSFJ
Il 20 novembre del 1991 Lord Carrington chiese se, a seguito della nascita di nuovi Stati in quello che era stato il territorio della Jugoslavia, quest'ultima continuasse a esistere, come sostenevano Serbia e Montenegro, o se invece i recenti fatti ne supponessero la dissoluzione. La Commissione rispose il 29 novembre che "la Repubblica Federativa Socialista di Jugoslavia è in processo di dissoluzione".
2. Autodeterminazione
Il 20 novembre del 1991 Lord Carrington domandò se la popolazione serba in Croazia e Bosnia ed Erzegovina, essendo uno dei popoli costituenti della Jugoslavia, godesse di codesto diritto (alla autodeterminazione). L'11 gennaio del 1992, la Commissione concluse che "la popolazione serba di Bosnia e Erzegovina e Croazia ha diritto a tutto ciò che spetta a un gruppo minoritario e a un gruppo etnico [...]" e che "le repubbliche devono permettere ai membri delle minoranze e ai gruppi etnici tutti i diritti umani fondamentali, incluso, nel caso di specie, il diritto a scegliere la propria nazionalità".
3. Frontiere
Il 20 novembre del 1991 Lord Carrington domandò: "possono considerarsi le frontiere interne tra Croazia e Serbia e tra Bosnia Erzegovina e Serbia come frontiere secondo il diritto pubblico internazionale?" In applicazione del principio di uti possidetis, la Commissione concluse l'11 gennaio del 1992 che "i limiti tra Croazia e Serbia, tra Bosnia-Erzegovina e Serbia e possibilmente di altri Stati indipendenti adiacenti, non possono essere modificati tranne che per accordo libero tra di essi".
4. Bosnia Erzegovina
Venne domandato alla Commissione se riconoscesse l'indipendenza della Bosnia Erzegovina. La Commissione, al momento, rispose di no, perché a differenza di altre repubbliche che chiedevano l'indipendenza, in Bosnia-Erzegovina non era ancora stato celebrato un referendum sull'indipendenza.
5. Croazia
In questo dettame, la Commissione esaminò la richiesta della Croazia per il riconoscimento della sua indipendenza. La Commissione stabilì che l'indipendenza della Croazia non andava ancora riconosciuta, perché la nuova Costituzione croata non includeva la protezione delle minoranze richiesta dalla Comunità Europea. In risposta a questa decisione, il Presidente della Croazia scrisse a Robert Badinter dando garanzie che questa lacuna sarebbe stata colmata per far sì che la Comunità Europea potesse riconoscere la Croazia.
6. Macedonia
In questo dettame, la Commissione raccomandò che la Comunità Europea accettasse la richiesta della Macedonia del Nord per il suo riconoscimento, sostenendo che la Repubblica aveva fornito le garanzie necessarie per quel che riguardava il rispetto dei diritti umani, la pace e la sicurezza internazionale. Questa decisione era stata in un primo momento ostacolata dall'opposizione greca.

7. Slovenia
In questo dettame, la Commissione raccomandò che la Comunità Europea riconoscesse la Slovenia. Con questa decisione, la Commissione rigettò le obiezioni serba e montenegrina circa la sua competenza per rispondere a tre petizioni, ricevute da Lord Callington, a cui la Commissione rispose con le decisioni 8, 9 e 10.
8. Finalizzazione del processo di dissoluzione della RSFJ
Con questa decisione, la Commissione stabilì che il processo giuridico di dissoluzione della RSFJ si era già concluso e che, pertanto, la Jugoslavia aveva già cessato di esistere.
9. Soluzione ai problemi di successione
Con questa decisione, la Commissione esaminò come dovessero risolversi i problemi di successione risultanti dalla cessazione dello stato della RSFJ. Stabilì che dovevano risolversi per mutuo accordo tra i vari stati successori, con la divisione equitativa degli attivi e degli obblighi internazionali della ex Jugoslavia. Stabilì, inoltre, che i membri della ex RFSJ non potevano continuare a far parte di organizzazioni internazionali, e che ogni stato doveva avviare nuove procedure d'adesione.
10. Repubblica Federale di Jugoslavia - Serbia e Montenegro
Con questa decisione, la Commissione stabilì che la Repubblica Federale di Jugoslavia (Serbia e Montenegro) non può considerarsi legalmente una continuazione della antica Jugoslavia, ma come un nuovo Stato. Così, la Comunità Europea non dovrebbe riconoscere automaticamente la RFJ, alla quale si dovevano applicare gli stessi criteri che erano stati tenuti in conto per il riconoscimento degli altri stati della ex Jugoslavia.

## Testi
Il testo dei primi dieci dettami della Commissione Badinter fu pubblicato nel European Journal of International Law. I pareri da 1 a 3 vennero riprodotti in 3 EJIL 1 (1992) pag. 182 e seguenti (), e quelli da 4 a 10 in 4 EJIL 1 (1993) pagine 74 e seguenti (disponibile in linea).